# Günther von Kluge

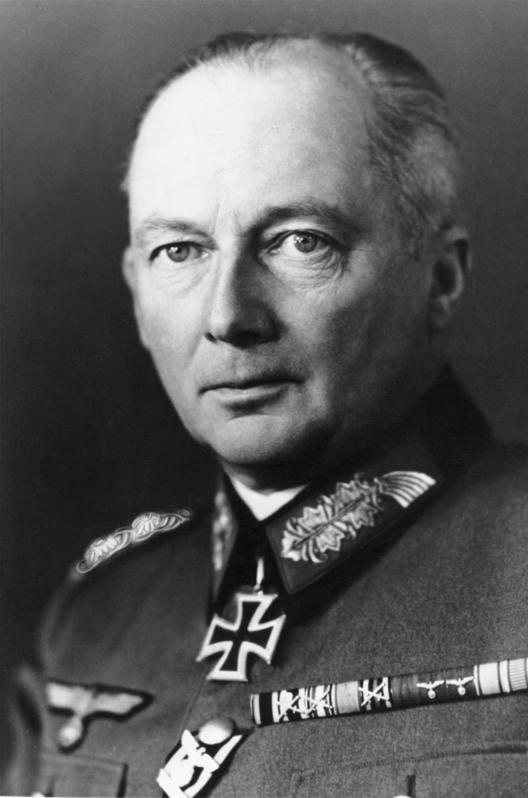
Günther von Kluge um 1939/40

Günther Adolf Ferdinand Kluge, seit 1913 von Kluge, (* 30. Oktober 1882 in Posen; † 19. August 1944 bei Verdun; auch bekannt als Hans Günther von Kluge) war ein deutscher Heeresoffizier (seit 1940 Generalfeldmarschall) und während des Zweiten Weltkrieges Oberbefehlshaber der 4. Armee sowie verschiedener Heeresgruppen.

## Leben

### Kaiserreich und Erster Weltkrieg
Günther von Kluge war der Sohn des 1913 in den erblichen Adelsstand erhobenen Generalmajors Max Kluge und trat am 22. März 1901, aus der Kadettenanstalt kommend, als Leutnant in das Niedersächsische Feldartillerie-Regiment Nr. 46 in Altona ein. Er wurde in seiner Jugend auf Grund seiner besonderen geistigen Fähigkeiten auf der Kadettenschule von seinen Freunden in Anlehnung an ein damals sehr bekanntes „rechnendes“ Pferd der kluge Hans genannt. Daraus hat sich später der Vorname Hans Günther eingebürgert.
Im Ersten Weltkrieg war von Kluge als Hauptmann im Generalstab des XXI. Armee-Korps eingesetzt. Er kämpfte an der Westfront in der Zweiten Flandernschlacht und wurde in der Schlacht um Verdun schwer verwundet.

### Weimarer Republik
Nach Kriegsende wurde er in die Reichswehr übernommen, am 1. April 1923 zum Major ernannt und am 1. Juli 1927 zum Oberstleutnant befördert. Im Jahr darauf wurde er Chef des Stabes der 1. Kavalleriedivision in Frankfurt (Oder), Brandenburg. Mit der Beförderung zum Oberst am 1. Februar 1930 ernannte man ihn gleichzeitig zum Kommandeur des 2. (Preußischen) Artillerie-Regiments in Schwerin.

### (Vorkriegs-)Zeit des Nationalsozialismus
Die nächsten Ernennungen und Beförderungen von Kluges waren jene zum Generalmajor und Inspekteur der Nachrichtentruppe am 1. Februar 1933 sowie zum Generalleutnant am 1. April 1934. Ein Jahr später erfolgte die Ernennung zum Kommandierenden General des VI. Armeekorps sowie Befehlshaber im Wehrkreis VI (Münster). Die Beförderung zum General der Artillerie erfolgte am 1. August 1936.

### Zweiter Weltkrieg

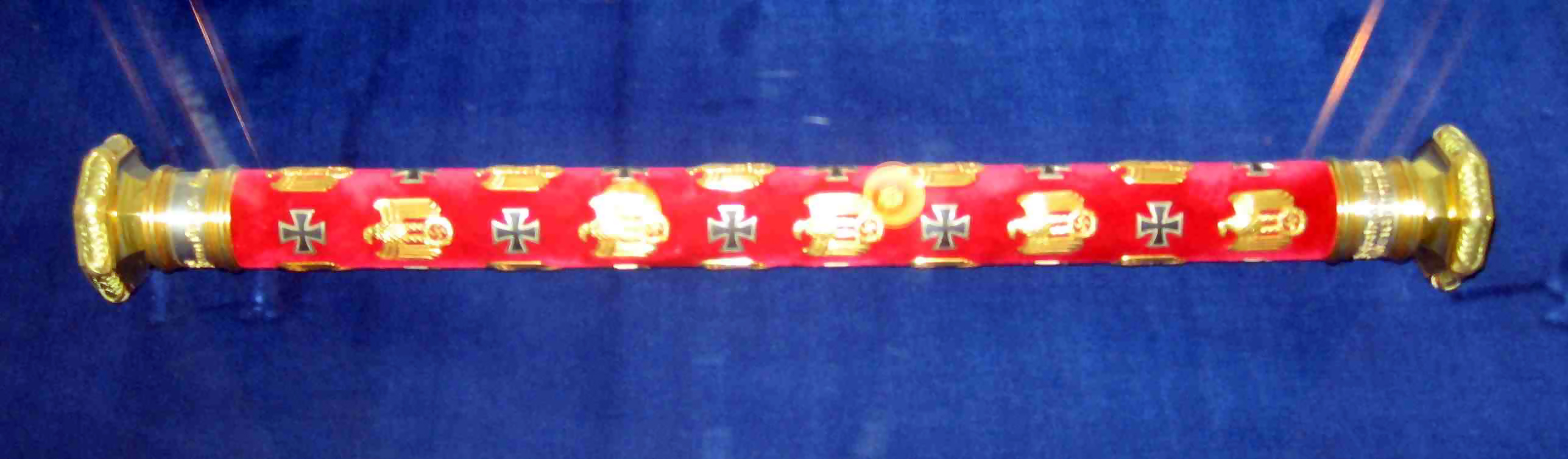
von Kluges Marschallstab

Von Kluge führte beim Überfall auf Polen die 4. Armee, die Teil der Heeresgruppe Nord war. Sein direkter Vorgesetzter für den Feldzug war Fedor von Bock. Von Kluges Truppen oblag es, Danzig und den polnischen Korridor zu erobern und so eine direkte Verbindung zwischen dem Hauptgebiet des Deutschen Reichs sowie der seit 1919 bestehenden Exklave Ostpreußen herzustellen, was in den ersten Tagen des Krieges gelang. Von Kluge war derjenige, der nach dem Gefecht um das polnische Postamt in Danzig noch im September 1939 die Todesurteile für die polnischen Verteidiger bestätigte. Am 1. Oktober 1939 erfolgte seine Beförderung zum Generaloberst.
Für den Westfeldzug behielt von Kluge den Oberbefehl über die 4. Armee. Statt von Bock war er für die Offensive im Westen jedoch Gerd von Rundstedt unterstellt, der die Heeresgruppe A befehligte. Für den Feldzug wurde ihm u. a. die 7. Panzer-Division unter Erwin Rommel unterstellt.
Am 19. Juli 1940 ernannte Hitler ihn – zusammen mit elf weiteren Generalen – zum Generalfeldmarschall.
Im Deutsch-Sowjetischen Krieg führte von Kluge nach dem Polen- und Westfeldzug einmal mehr die 4. Armee. Als Stabschef stand ihm der Oberst Günther Blumentritt zur Seite und der Defensivspezialist General der Infanterie Gotthard Heinrici (XXXXIII. Armeekorps) diente als einer seiner Armeekorpsführer. Unterstellt wurde seine Armee der von Fedor von Bock geführten Heeresgruppe Mitte. Seine Verteidigungsmethoden galten und gelten als durchdacht.
Am 18. Dezember 1941 wurde von Kluge als Nachfolger Fedor von Bocks zum Oberbefehlshaber der Heeresgruppe Mitte ernannt; einen Tag später übernahm er den Oberbefehl. Sein Nachfolger als Oberbefehlshaber über die 4. Armee wurde Ludwig Kübler. Neben Kübler unterstanden von Kluge als weitere Armee-Oberbefehlshaber Georg-Hans Reinhardt (3. Panzergruppe), Adolf Strauß (9. Armee) sowie Heinz Guderian (2. Panzerarmee), der jedoch eine Woche nach von Kluges Ernennung durch Rudolf Schmidt ersetzt wurde.
Anlässlich seines 60. Geburtstags erhielt er im Oktober 1942 eine Dotation Hitlers über 250.000 Reichsmark. Die Dotation erhielt er dabei als Teil von Hitlers Bestechungssystem, in dessen Rahmen Hitler Generälen monatliche Zahlungen sowie generöse (Geld)-Geschenke zukommen ließ, um so deren Loyalität zu garantieren. Henning von Tresckow, sein Erster Generalstabsoffizier, machte ihm scharfe Vorwürfe wegen der Annahme des Geldes und warf ihm Korruptheit vor.

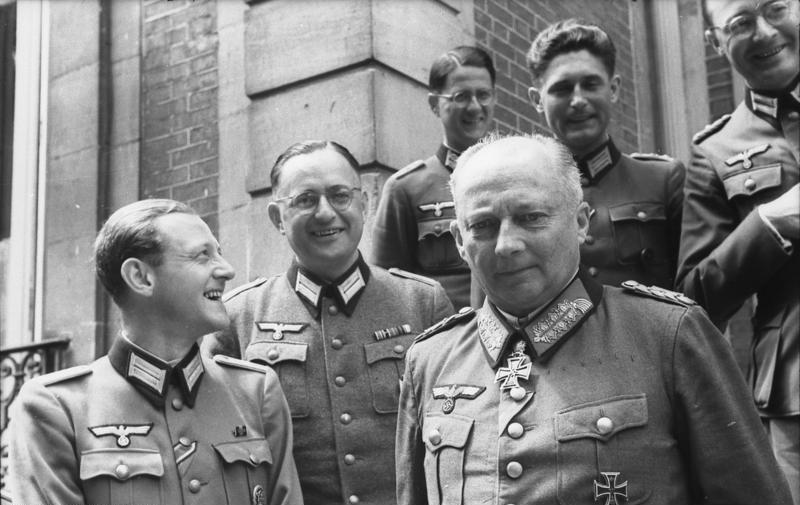
Generalfeldmarschall Günther von Kluge (im Vordergrund) mit Offizieren nach einer Besprechung, Frankreich, Juni 1944.

Edwin von Rothkirch und Trach, Befehlshaber des Rückwärtigen Heeresgebiets Mitte in „Weißruthenien“, wandte sich im Sommer 1943 mit mehreren Berichten über die Ermordung von 1.200 bis 1.500 Juden täglich am Eisenbahnknotenpunkt Malkinia an von Kluge. Von Kluge unternahm nichts, da er um seinen Posten bei einem Protest fürchtete, wie er seinem Ordonnanzoffizier Eberhard von Breitenbuch erklärte.
Henning von Tresckow, sein Erster Generalstabsoffizier, bemühte sich, allerdings nur mit geringem Erfolg, von Kluge auf die Seite des militärischen Widerstands gegen den Nationalsozialismus zu ziehen. Am 13. März 1943 hatte Tresckow sich einen insgesamt dreiteiligen Plan ausgedacht: Beim Mittagessen sollten Tresckow, Georg von Boeselager und andere auf ein Zeichen aufstehen und mit Pistolen auf Hitler feuern. Als Oberbefehlshaber der Heeresgruppe erfuhr von Kluge von diesem Teil des Planes, und die Offiziere seines Stabes gehorchten seinem Verbot, so etwas „nicht in seinem Verantwortungsbereich“ zu tun. Ein Autounfall am 12. Oktober 1943 zwang von Kluge zu einer längeren Erholungspause. Seine Nachfolge als Chef der Heeresgruppe Mitte trat Ernst Busch an, der den Verband im folgenden Sommer in den Untergang führte. 
Er wurde am 7. Juli 1944 – also einen Monat nach Beginn der Operation Overlord – zum Oberbefehlshaber West (Abk. OB West) ernannt und am 17. Juli desselben Jahres zusätzlich Oberbefehlshaber über die Heeresgruppe B. Dadurch wurde er für die Verschwörer des Attentats vom 20. Juli 1944 zur Schlüsselfigur im Westen. Obwohl er zunächst schwankte, verweigerte er sich einer Teilnahme am geplanten Umsturz, als er von Hitlers Überleben erfuhr. Zu dieser Zeit waren in Paris auf Befehl des Militärbefehlshabers von Frankreich Carl-Heinrich von Stülpnagel bereits SS-Angehörige verhaftet worden. Von Kluge nahm den Befehl zurück und entließ General von Stülpnagel.

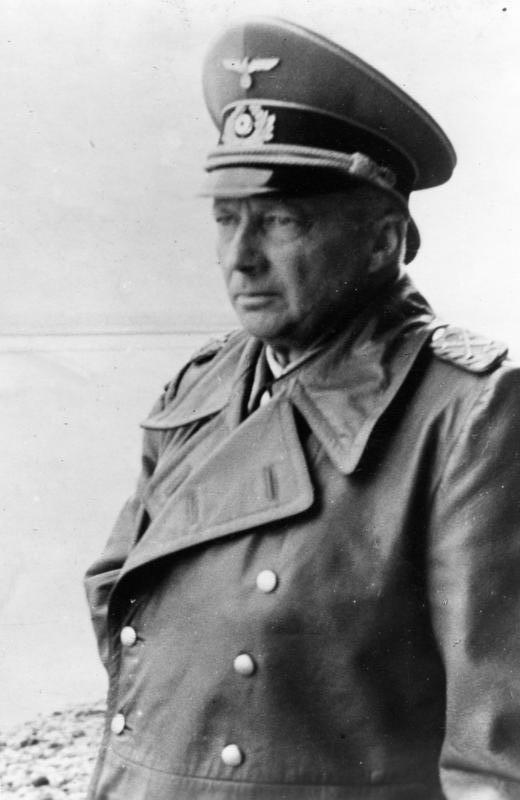
von Kluge im Juli 1944 an der Westfront

Nach dem Durchbruch der Allied Expeditionary Force in der Normandie in der Operation Cobra beauftragte Hitler von Kluge mit einem Gegenangriff, dem Unternehmen Lüttich, der am späten Nachmittag des 6. August 1944 eröffnet wurde. Schon in der Planungsphase gab es Differenzen mit Hitler. Nachdem von Kluges Verbände durch heftigen alliierten Widerstand, vor allem aus der Luft, zum Stehen kamen, reagierte Hitler äußerst ungehalten und drohte, von Kluge des Kommandos zu entheben. Von Kluge verließ am Morgen des 15. August sein Hauptquartier und begab sich zu einer Besprechung mit den Führungsoffizieren der 7. Armee, darunter General der Panzertruppe Heinrich Eberbach, direkt an der Frontlinie. Wegen eines alliierten Luftangriffs, bei dem die Funkverbindung unterbrochen und einige seiner Begleiter getötet wurden, gelang es ihm nicht, zu dem geplanten Treffen zu kommen. Zu diesem Zeitpunkt versuchte Hitler vergebens, von Kluge im Hauptquartier des OB West telefonisch aus Berlin zu erreichen, um schnellstmöglich eine Entscheidung über das weitere Vorgehen in der Normandie herbeizuführen. Damit war für Hitler die Grenze der Geduld erreicht. Als vorläufigen Befehlshaber der Heeresgruppe B setzte Hitler Paul Hausser, seit 1. August 1944 SS-Oberst-Gruppenführer und Generaloberst der Waffen-SS, ein und bestimmte Generalfeldmarschall Albert Kesselring und Generalfeldmarschall Walter Model als von Kluges mögliche Nachfolger, falls dieser nicht zurückkehrte.
Nun wurden auch wieder die Stimmen laut, die Hitler den Verdacht der Geheimen Staatspolizei zutrugen, die von einer Verstrickung von Kluges in das Attentat vom 20. Juli 1944 sprachen. Zudem nahmen sie an, dass von Kluge möglicherweise deswegen nicht zu erreichen sei, weil er im Begriff sei, eine Kapitulation seiner Einheiten vorzubereiten. Wortführer gegenüber Hitler war in diesem Zusammenhang vor allem Ernst Kaltenbrunner, der Chef der Sicherheitspolizei und des SD. Aus all diesen Gründen entschied Hitler am 16. August, von Kluge seines Postens zu entheben und Model einzusetzen. Diese Weisung trat am Folgetag in Kraft. Von Kluge wurde unterdessen nach Deutschland beordert.
Nach seiner offiziellen Entlassung und Beorderung nach Deutschland war von Kluge davon überzeugt, dass Hitler von seiner Mitschuld beim Attentat des 20. Juli ausging, worauf er entschied, sich das Leben zu nehmen. Vor seinem Selbstmord schrieb er Hitler am 18. August zunächst jedoch noch einen Abschiedsbrief. In diesem erklärte er, dass er seinen Selbstmord als einzige Möglichkeit sehe, seine Ehre zu bewahren, zudem riet er Hitler, dieser solle den Krieg beenden: „Das deutsche Volk hat so namenlos gelitten, daß es Zeit ist, dem Grauen ein Ende zu machen.“ Eine Forderung, mit der er, nach einer Loyalitätsbekundung: „Mein Führer, ich habe stets Ihre Größe, Ihre Haltung in diesem gigantischen Kampf und Ihren eisernen Willen, sich und den Nationalismus zu erhalten, bewundert“, auch seinen Brief schloss: „Zeigen Sie nun auch die Größe, die notwendig sein wird, wenn es gilt, einen aussichtslos gewordenen Kampf zu beenden.“ Auf der Fahrt mit dem Auto nach Deutschland nahm von Kluge Gift in Form von Zyankali zu sich und verstarb am 19. August in der Nähe von Verdun.
Nahe dem Ort Böhne, Provinz Brandenburg, wurde er am 1. September 1944 mit militärischen Ehren in unmittelbarer Nähe des Mausoleums der Familien von Bismarck und von Briesen beigesetzt. Bei der Trauerfeier waren keine politischen Würdenträger anwesend. Auf seinen Wunsch wurde er erdbestattet.
Nach Kriegsende entfernten Unbekannte den Sarg mit dem Leichnam aus der Gruft. Es ist nicht bekannt, wer das veranlasst hatte und wohin der Leichnam gebracht wurde.

### Familie
Kluge heiratete 1907 Mathilde von Briesen (1885–1965). Das Ehepaar bekam drei Kinder: Günther, Ester und Marie Louise. 1936 war von Kluge als Kommandierender General des VI. Armee-Korps in Münster stationiert; zu dieser Zeit hielten sich ebenfalls seine Frau und seine jüngere Tochter dort auf. Kluge war mit seiner Familie von 1930 bis zu seinem Tode in dem Ort Böhne wohnhaft. Seine Ehefrau Mathilde hatte das Böhner Gut von ihrem Onkel Robert von Briesen geerbt.
Sein Bruder Wolfgang von Kluge (1892–1976) erreichte in der Wehrmacht den Rang eines Generalleutnants.

## Auszeichnungen (Auswahl)
- Eisernes Kreuz (1914) II. und I. Klasse[11]
- Ritterkreuz des Königlichen Hausordens von Hohenzollern mit Schwertern
- Ritterkreuz des Eisernen Kreuzes am 30. September 1939
  - Eichenlaub am 18. Januar 1943 (181. Verleihung)
  - Schwerter am 29. Oktober 1943 (40. Verleihung)